# David Norris (sciatore)
David Norris (12 dicembre 1990) è un fondista statunitense.

## Biografia
Attivo in gare FIS dal marzo del 2007, Norris ha esordito in Coppa del Mondo il 13 dicembre 2012 a Canmore (48º) e ai Campionati mondiali a Seefeld in Tirol 2019, dove è stato 20º nella 50 km, 38º nello skiathlon e 9º nella staffetta. Ai Mondiali di Oberstdorf 2021 si è classificato 34º nella 15 km, 16º nella 50 km, 17º nello skiathlon e 8º nella staffetta e a quelli di Planica 2023 si è piazzato 22º nella 50 km.

## Palmarès

### Coppa del Mondo
- Miglior piazzamento in classifica generale: 85º nel 2020